# جيرالد لي (كرة سلة)
جيرالد لي (بالفنلندية: Gerald Lee Jr.) مواليد 23 نوفمبر 1987 في أوسيكاوبونكي، فنلندا، هو لاعب كرة سلة أمريكي. بدأ مسيرته الاحترافية في سنة 2004. يلعب في الدوري الفنلندي لكرة السلة كلاعب وسط. يبلغ طوله 6 قدم 10 بوصة (2.1 م).

## المسيرة الاحترافية
لعب مع أماتوري أوديني في موسم 2010–2011، ثم لعب مع نادي فيرولي لكرة السلة في موسم 2011–2012، ثم لعب مع نادي بودوشنوست لكرة السلة في موسم 2012–2013، ثم لعب مع سي إس يو بلويشت من سنة 2013 إلى 2015، ثم لعب مع سي بي مورسيا في الدوري الإسباني في سنة 2015، ثم لعب مع لو مان سارت باسكت في الدوري الفرنسي في سنة 2016.

## روابط خارجية
- جيرالد لي على موقع الاتحاد الدولي لكرة السلة (الإنجليزية)
- جيرالد لي على موقع الدوري الإسباني لكرة السلة (الإسبانية)
- جيرالد لي على موقع كرة السلة الأوروبية.كوم (الإنجليزية)
- جيرالد لي على موقع كلية كرة السلة في سبورتس رفرنس.كوم (الإنجليزية)
- جيرالد لي على موقع ريلجم (الإنجليزية)
- جيرالد لي على موقع بروبوليرز (الإنجليزية)
- جيرالد لي على موقع سبورتس رفرنس (الإنجليزية)